# Sainte-Sigolène
Sainte-Sigolène település Franciaországban, Haute-Loire megyében. Lakosainak száma 6060 fő (2022. január 1.). Sainte-Sigolène Grazac, Lapte, Monistrol-sur-Loire, Saint-Didier-en-Velay, Saint-Pal-de-Mons, La Séauve-sur-Semène és Les Villettes községekkel határos.

## Népesség
A település népessége az elmúlt években az alábbi módon változott:
| Lakosok száma | 4055 | 5052 | 5236 | 5778 | 5987 | 5959 | 5959 | 5989 | 6023 | 6060 |
|               | 1968 | 1982 | 1990 | 2006 | 2013 | 2015 | 2017 | 2019 | 2020 | 2022 |